# Lípa v Poustce
Lípa v Poustce byl památný strom rostoucí na území Poustky, součásti Višňové na severu České republiky, ve Frýdlantském výběžku Libereckého kraje.

## Poloha a historie
Strom stával při silnici číslo III/03510 spojující Poustku s centrem zdejší oblasti, s městem Frýdlant. Vyhlášen byl na základě rozhodnutí městského úřadu ve Frýdlantě ze dne 29. prosince 2005, které nabylo právní moci 24. ledna roku následujícího (2006). Ve zmíněném dokumentu se uvádí, že strom dosahoval mimořádného vzrůstu a tvořil tak výraznou dominantu s vysokou estetickou hodnotou. V těsné blízkosti stromu stál křížek a rostla mladší lípa. Roku 2015 prošel strom odborným prořezem. Při větrném poryvu 13. ledna 2019 však došlo k vyvrácení stromu, jenž tak spadl podél tělesa silniční komunikace. Následující den (14. ledna) informoval frýdlantský městský úřad o vzniklé situaci starosta Višňové Tomáš Cýrus a frýdlantský úřad tak rozhodnutím ze 12. února 2019 zrušil stromu památkovou ochranu. Účinnosti pak rozhodnutí nabylo 2. března 2019. Kříž s ukřižovaným stojí v místě někdejšího stromu i nadále.

## Popis
Jedinec lípy srdčité (Tilia cordata) dosahoval výšky 27 metrů a obvod jeho kmene činil 466 centimetrů. Kolem stromu se nacházelo ochranné pásmo, jež mělo tvar kruhové úseče o poloměru 14 metrů a nacházelo se v oblasti mimo silniční komunikaci.